# زفيزف مكسيكي
زفيزف مكسيكي (الاسم العلمي:Ziziphus mexicana) هو نوع من النباتات يتبع جنس الزفيزف من الفصيلة السدرية.